# Unicornio rosa invisible

Se suelen presentar imágenes en blanco con un tono rosado como la postura de la Unicornio Rosa Invisible.

La Unicornio rosa invisible es la diosa de una religión paródica, que es en realidad una sátira o parodia dirigida contra las creencias teístas. Tiene que ver con la noción de que esta diosa toma la forma de un unicornio que es, paradójicamente, invisible y rosa al mismo tiempo.
Se considera que no hay personas que crean realmente en esta diosa, pero se ha convertido en un fenómeno popular fingir que se cree en ella, especialmente en las páginas webs sobre ateísmo y en foros virtuales de debate, por humor y como forma de crítica o sátira contra las creencias religiosas. Esta profesión de fe subraya la idea de que es difícil refutar declaraciones de creencia en fenómenos que están fuera de la percepción humana.
Los afines al ateísmo, al agnosticismo o los antiteístas, utilizan la parodia de La Unicornio Rosa Invisible para remarcar lo endeble y arbitrario que son las convicciones basadas en lo sobrenatural –por ejemplo, reemplazando la palabra "Dios" en cualquier declaración teísta con "unicornio rosa invisible"–.  Una cita del grupo de Usenet alt.atheism resume este uso:

La idea detrás de esto es recordar al teísta que su discurso va a ser observado por los ateos probablemente con la misma credibilidad y seriedad que el de los ateos predicando sobre el Unicornio Rosa Invisible...

## Historia

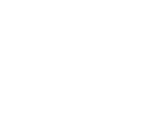
Esta imagen contiene un unicornio rosa pero tiene una Composición alfa que hace al unicornio transparente, por lo tanto se aproxima a la apariencia del Unicornio Rosa Invisible. Imágenes en blanco han sido presentadas en mofa como representaciones del Unicornio Rosa Invisible, para resaltar su invisibilidad.

La primera referencia al unicornio rosa invisible data del 7 de julio de 1990. Los atributos de la diosa sirven para subrayar con qué facilidad puede alcanzarse, en una religión, la consistencia interna, como queda de relieve en la más difundida cita de su manifiesto inicial, debido a la pluma de Steve Eley: 

Los unicornios rosas invisibles son seres de gran energía espiritual. Lo sabemos porque son capaces de ser a la vez rosas e invisibles. Como todas las religiones, la religión de la Unicornio Rosa Invisible se basa en la lógica tanto como en la fe. Tenemos fe en que los unicornios son rosas; y por la lógica sabemos que son invisibles, ya que no podemos verlos.
Steve Eley

Cuando se está discutiendo sobre la Unicornio Rosa Invisible (URI) es común señalar que nadie puede demostrar que ella no exista ya que es invisible. Esta es una parodia de las afirmaciones teístas sobre Dios, por ejemplo, que porque Dios es omnipresente, la incapacidad para detectarlo no afecta su veracidad. La URI sirve como una demostración paródica de que utilizar la falta de evidencia refutatoria como prueba de la existencia de una deidad es absurdo; ya que con esa misma lógica, la URI sería tan creíble como Dios. Los dos atributos que caracterizan a la URI, la invisibilidad y el color (es rosa), son inconsistentes y contradictorios; esto es parte de la sátira. La paradoja de algo que es invisible y al mismo tiempo tiene características visibles (como el color) se refleja en la mitología de algunas culturas del este de Asia, en las que se dice que un hilo rojo invisible conecta a las personas que tienen un destino compartido o relacionado. 
La URI e ideas similares han sido usadas como técnicas de enseñanza en el pasado. Carl Sagan, en su ensayo "El dragón en el garaje" de su libro El mundo y sus demonios: La ciencia como una luz en la oscuridad, usa el ejemplo de alguien que alega que en su garaje vive un dragón invisible, incorpóreo y flotante que escupe fuego que no da calor. El supuesto dragón no puede ser visto, oído o detectado de ninguna manera y tampoco deja huellas debido a que flota, por lo tanto no se tiene ninguna razón para creer que este dragón existe. 
El nombre de la Unicornio Rosa Invisible es habitualmente seguido entre paréntesis por una frase como "Blessed Be Her Holy Hooves, Peace Be Unto Her, or May Her Hooves Never Be Shod" que se abrevian bbhhh, pbuh o mhhnbs y serían traducidas como: "Benditas Sean Sus Sagradas Pezuñas, La Paz Sea Con Ella y Que Sus Pezuñas Nunca Sean Herradas". Estos epítetos recuerdan, y son tal vez un intento de satirizar, a la práctica islámica de agregar epítetos a los nombres de los profetas musulmanes, siendo Mahoma el más famoso con los epítetos "bendígale Dios y le salve" y "la paz y la oración estén con él".